# التشريح العصبي لاستخدام إحدى اليدين
حوالي 90% من سكان العالم مِن مستخدمي اليد اليمنى. تحكم الدماغ البشري في الوظيفة الحركية هو صورة مرآة من حيث الاتصال؛ يتحكم النصف المخي الأيسر في اليد اليمنى والعكس صحيح، هذا يعني نظريًا أن نصف الكرة المخيخية المعاكس لليد المهيمنة يميل إلى أن يكون أكثر هيمنة من نصف الكرة المماثل، ولكن هذا ليس هو الحال دائمًا وهناك العديد من العوامل الأخرى التي تساهم بطرق معقدة في أداء اليد الجسدي.

## مناطق لغة وكلام
تُمثَل مناطق اللغة في جانب واحد من الدماغ البشري. في حوالي 95% من الأشخاص الذين يستخدمون اليد اليمنى غالبًا ما تقع المناطق هذه في النصف المخي الأيسر، ومع ذلك تنخفض النسبة في اليد اليسرى إلى حوالي 70%، لذلك فإن 7 من كل 100 فرد مناطق اللغة في نصف المخي الأيمن واليد اليسرى هي المهيمنة. من غير الواضح ما إذا كان الأشخاص الذين يستخدمون اليد اليسرى ومناطق اللغة في النصف المخي الأيسر يعانون من أي عجز في اللغة أو الكتابة بسبب ذلك.
عُثر على منطقة بروكا بها هياكل مختلفة من المادة الرمادية اعتمادًا على استخدام اليدين وعُثر على التلم الجبهي السفلي، الذي يحتوي على منطقة بروكا، ليكون أكثر استمرارية مع نصف المخ المماثل لليد المهيمنة.

### جسم ثفني
نظرًا لأن الذراع الأيسر يتحكم فيه النصف المخي الأيمن والعكس صحيح، فقد وجد أيضًا أن الجسم الثفني أكبر في اليد اليسرى، هذا من الناحية النظرية بحيث يمكن لفهم وإنتاج اللغة أن ينتقل بكفاءة أكبر من مناطق اللغة الأساسية إلى المناطق الحركية التي تتحكم في الذراع المقابل. لم يتحقق أي بحث تأثير كونك تستخدم نصف المخ الأيمن للغة بينما تكون أعسرًا، وما إذا كان الجسم الثفني لا يزال أكبر أم لا دون الحاجة إلى التواصل عبر نصفي المخ، سيكون هذا هو الحال في النصف الأيمن من اليد اليسرى.

### مستوى صدغي
المستوى الصدغي هو منطقة دماغية داخل منطقة بروكا، ويُعتقد أنها المنطقة الأكثر تباينًا في الدماغ البشري. مع إظهار أن حجم الجانب الأيسر يبلغ خمسة أضعاف حجم الجانب الأيمن في بعض الأفراد، ولكن في الأشخاص الذين يستخدمون اليد اليسرى فقد تبين أن هذا التباين قد انخفض.

## مناطق حركية
عُثر على ارتباط بين استخدام إحدى اليدين في المناطق الحركية لتكون أكثر دقة وأقل وضوحًا من مناطق اللغة، ولكنها مع ذلك لا تزال قابلة للاكتشاف.

### تلم مركزي
عُثر على مساحة سطح تلم مركزي أكبر في نصف الكرة السائد، وكذلك "الكعبرة اليدوية"، وهي منطقة في القشرة الحركية الأساسية المسؤولة عن حركات اليد، تقع بشكل ظهري أكثر في النصف الأيسر في الناس الذين يستخدمون اليد اليمنى مقارنة مع الذين يستخدمون اليد اليسرى.

### نظرية الإزاحة إلى اليمين
ابتكرت ماريان أنيت نظرية الإزاحة إلى اليمين في عام 1972، والتي تنص على أن مناطق اللغة وتطور القشرة الحركية أفضل في نصف المخ الأيسر بسبب الجين النظري +RS. تنص هذه النظرية أيضًا على أنه لا يوجد جين معين يتسبب في زيادة نمو النصف الأيمن مقارنةً بالأيسر، بدون جين +RS يكون التطور عبارة عن منحنى غاوسي مركزي. يعزز وجود الجين +RS هيمنة النصف المخي الأيسر، مما يؤدي بدوره إلى تحيز اليد اليمنى والذي يغير المنحنى نحو اليمين.

## سبيل قشري نخاعي
السبيل القشري النخاعي عبارة عن حزمة من المادة البيضاء التي تربط القشرة المخية بالخلايا العصبية الحركية في النخاع الشوكي. والجدير بالذكر أن البشر يظهرون تباين طبيعي بين السبيل الأيمن والأيسر، مثل أن السبيل الأيسر (وبالتالي الوصلات باليد اليمنى) أكبر بكثير. ومع ذلك، فقد وجد أن التباين هذا قد انخفض في اليد اليسرى، مما يشير إلى اتصال أقل تحيزًا بكلتا اليدين.

## استخدام إحدى اليدين الإجباري
من أجل فك التشابك السببي، توظف بعض الأبحاث مجموعة "إجبار اليد". أظهر أصحاب اليد اليسرى الذين أُجبروا خلال مرحلة الطفولة على استخدام يدهم اليمنى مساحة سطح تلم مركزي أكبر في نصف المخي الأيسر، وهو يرتبط باستخدام اليد اليمنى. الهياكل الموجودة في العقد القاعدية مثل البطامة تعكس أيضًا اأفراد اليد اليمنى هي المهيمنة في المجموعة القسرية.

## معالجة الوجه
باحة الوجه المغزلي هي منطقة أحادية الجانب تشبه إلى حد كبير مناطق اللغة وموجودة على التلفيف المغزلي الأيمن ومع ذلك،عُثر على منطقة الدماغ هذه لتكون ثنائية أكثر في اليد اليسرى. التلفيف المغزلي الأيسر يستجيب أكثر للوجوه في اليد اليسرى أكثر منه في اليد اليمنى. ومع ذلك، لا تظهر منطقة الوجه القذالي مثل هذا الارتباط ولذلك يُعتقد أن استخدام إحدى اليدين يؤثر على معالجة الوجه على مستوى في التسلسل الهرمي لا يشمل منطقة الوجه القذالي ولكنه يشمل التلفيف المغزلي.

## مضاعفات

### جرد اليدوية
تميل اليدوية في حد ذاتها إلى أن تكون منطقة رمادية. نوقشت متطلبات شخص ما ليكون يمينًا على عكس اليد اليسرى، ولأن الأفراد الذين يُعرفون بانهم يستخدمون اليد اليسرى قد يستخدمون أيضًا يدهم اليمنى في عدد كبير من المهام، فإن تحديد مجموعتين واضحتين من الموضوعات يعد مهمة صعبة.
يعد جرد أدنبرة لليدوية اختبارًا شائعًا يستخدم لتحديد استخدام إحدى اليدين، من خلال مقارنة الأفراد بالسكان بشكل عام.لكن استخدام هذا المخزون يختلف بين الباحثين، وقد انتقد استخدامه في البحث الحديث. وهذا يعني أنه يمكن تصنيف الفرد ف مجموعة بحثية على أنه شخص يساري، يصنف على أنه غير مألوف في مجموعة أخرى؛ مما يؤدي إلى صعوبات في المقارنة بين الاثنين.

### أدلة متضاربة
أُختلِف على عدد من النتائج غير المتكافئة، مع دراسات مختلفة تشير إلى نتائج فارغة في معارضة الاختلافات التي أُبلِغ عنها سابقًا. هذه مشكلة في علم الأعصاب لليدوية، لأن طرق التصوير معرضة بدرجة كبيرة لأخطاء النوع الأول بسبب عدد المقارنات التي يقومون بها.

### تعقيد السببية
العلاقة بين استخدام إحدى اليدين وارتباطاتها العصبية معقدة. المناطق اللغوية نفسها ليست مترابطة بشكل ملموس، وتظهر المنطقة الحركية اختلافات دقيقة للغاية. لهذا السبب، تظهر الأدبيات العديد من الآراء المختلفة. من الواضح أن التقدم في البحث لا يزال ضروريًا لكشف النقاب عن العلاقات السببية الحقيقية بين الاختلافات الهيكلية ومظاهرها في شكل اليدوية.

### المناطق الأمامية اليمنى واليسرى وعلم نفس الامراض
أُبلِغ عن بعض حالات السجناء، والتي تظهر قشرة جبهية أمامية يمنى أكبر، ومع ذلك المهيمنة هي القشرة الجبهية أمامية اليسرى. وقد ارتبط هذا بالسلوك الإجرامي وكذلك بالصفات السيكوباتية.
في المراجعة، كان مرتبطًا بالسلوك الاندفاعي، استخدام إحدى اليدين، واليسار في الغالب،واستخدام إحدى العينين أوأحد الجوانب ورُبطت أيضًا في أحد الأعمال، حيث أبلغ عن عينة 5% من الأشخاص الذين يستخدمون اليد اليسرى في مجتمع مكون من 57 شخصًا أعسرًا (5-6%) ووجدوا أنه من المحتمل أن يكون مرتبطًا بالعواطف والجهاز النطاقي.